# Nahangbagrus songamensis
Nahangbagrus songamensis — єдиний вид роду Nahangbagrus родини Товстохвості соми ряду сомоподібні.

## Опис
Остаточні розміри невідомі. Голова маленька і трохи плеската зверху. Очі великі. Є 4 пари коротеньких вусів. Тулуб відносно короткий з високим тлом в області спини. Хвостове стебло коротке. Спинний плавець високий, з короткою основою та 1 жорстким променем. Жировий плавець низький, помірно довгий. Грудні плавці широкі, з короткою основою Черевні плавці маленькі. Анальний плавець великий. Хвостовий плавець має округлу форму.
Загальний фон коричнево-жовтий. Голова, особливо кінчик рила, темна.

## Спосіб життя
Є демерсальною рибою. Воліє до прісної води. Зустрічається в мілководних дренажах з швидкою течією і кам'янистим дном. Активний вночі. Вдень ховається під камінням. Живиться донними безхребетними.
Про розмноження в природі відомостей немає.

## Розповсюдження
Є ендеміком В'єтнаму. Мешкає у річці Сон Чай (басейн річки Червона) на півночі країни.